# Goczałkowice (Wrzawy)
Goczałkowice – część wsi Wrzawy w Polsce, położona w województwie podkarpackim, w powiecie tarnobrzeskim, w gminie Gorzyce.
Dawniej samodzielna miejscowość i gmina jednostkowa, licząca 160 mieszkańców w połowie XIX wieku